# Alcochera albicervicalis
Alcochera albicervicalis är en stekelart som beskrevs av Mao-Ling Sheng och Fan 1995. Alcochera albicervicalis ingår i släktet Alcochera och familjen brokparasitsteklar. Inga underarter finns listade i Catalogue of Life.